# Zeche Vereinigte Rosen- und Blumendelle

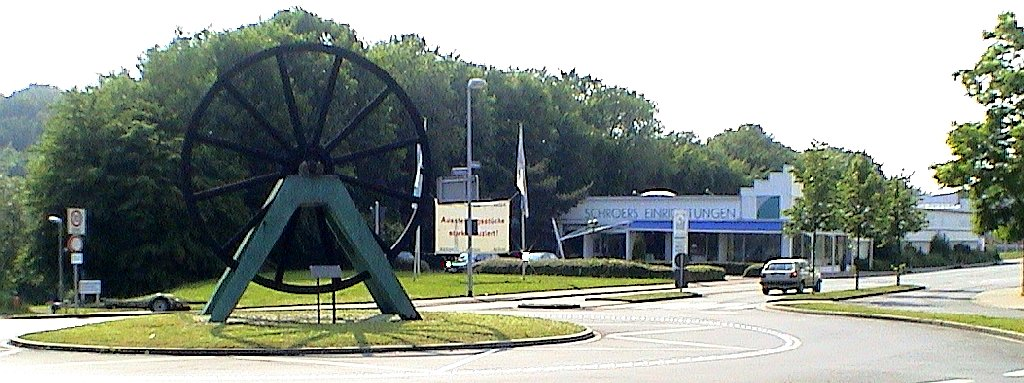
Die alte Seilscheibe im Kreisverkehr Industriegebiet Rosenblumendelle erinnert an die alte Zeche. Die Seilscheibe stammt allerdings nicht von Rosenblumendelle, sondern von der Oberhausener Zeche Alstaden. Reste der Zeche stehen 50 m weiter rechts.

Die Zeche Vereinigte Rosen- und Blumendelle, kurz Zeche Rosenblumendelle, war ein Steinkohlen-Bergwerk in Mülheim an der Ruhr im Stadtteil Heißen gelegen. Die Zeche entstand 1841 aus der Vereinigung der vier kleinen Zechen Tutenbank, Rosendelle, Blumendelle und Kämpgeswerk. Zu Beginn der gemeinsamen Kohlenförderung hieß die Zeche Vereinigte Rosen- und Blumendelle. 1856 bis 1859 wurde in Heißen der Schacht Rosenblumendelle 1 geteuft.

## Bergwerksgeschichte
Die Zechen Hagenbeck, Humboldt und Wiesche wurden durch August Thyssen, Hugo Stinnes und den Bankier Gustav Hanau 1898 zum Mülheimer Bergwerks-Verein (MBV) zusammengefasst. Rosenblumendelle kam erst 1903 endgültig zum MBV. Um die Förderung weiter zu konzentrieren, wurde neben Schacht 1 der Schacht 2 abgeteuft, der 1899 in Betrieb ging. 1901 wurde im Feld Kronprinz eine neue Seilfahrt-Schachtanlage abgeteuft, die 1903 in Betrieb ging.
In den 1920er Jahren wurde die Schachtanlage Rosenblumendelle 1/2 zur Zentralschachtanlage ausgebaut. Die Schächte erhielten neue Förderanlagen. Schacht 1 wurde ab 1921 mit einem Förderturm in Massivbauweise ausgestattet, der vom Aussehen her der Bauform des sogenannten Malakow-Turms ähnlich war. Schacht 2 wurde 1928 mit einem zweigeschossigen Fördergerüst in Stahlfachwerk-Bauweise ausgestattet.
Gleichzeitig nahm der Mülheimer Bergwerks-Verein Rationalisierungen im Förderbetrieb vor. Die Förderung auf der Zeche Humboldt und der Zeche Vereinigte Hagenbeck wurde 1928 bis 1929 nach der Herstellung unterirdischer Verbindungen eingestellt und auf Rosenblumendelle 1/2 zusammengefasst. Die Anlagen wurden als Außenschächte für Seilfahrt und Wetterführung fortbetrieben; auf dem Gelände von Humboldt wurde ein Lagerplatz für den Landabsatz (d. h. Detailverkauf an Kleinbetriebe und Haushalte) eingerichtet.
Ein Teil der Belegschaft der Zeche Wiesche wechselte auf die Zeche Rosenblumendelle, nachdem dort 1952 die Förderung eingestellt wurde. Im Jahr 1954 wurde die größte Brikettfabrik Europas auf dem Gelände der Zeche Rosenblumendelle in Betrieb genommen. Rosenblumendelle förderte im Jahre 1954 1.334.939 Tonnen Steinkohle mit insgesamt 5.264 Beschäftigten. Sie umfasste die Schachtanlagen Rosenblumendelle 1/2, Wiesche 1/2, Hagenbeck 2/3, Kronprinz und Humboldt.
1966 wurde mit Rosenblumendelle die letzte Zeche in Mülheim an der Ruhr stillgelegt. Der Förderturm über Schacht 1 und das Fördergerüst von Schacht 2 sind 1968 abgerissen worden.